# Бо, Альфонс-Селестен-Базиль
Альфо́нс-Селесте́н-Бази́ль Бо (фр. Alphonse-Célestin-Basile Baud, 8 октября 1934 года, Шамборне-ле-Бельво, Франция — 19 апреля 1981 года) — католический прелат, первый епископ Берберати с 10 апреля 1954 года по 2 июня 1979 года. Член монашеского ордена капуцинов.

## Биография
Родился в 1908 году во французской коммуне Шамборне-ле-Бельво. После получения среднего образования вступил в монашеский орден капуцинов. 29 июня 1934 года был рукоположён в священники.
10 апреля 1954 года Римский папа Лев XII назначил его апостольским викарием Берберати и титулярным епископом Ризиниума. 24 июня 1954 года состоялось его рукоположение в епископы, которое совершил епископ Анси Огюст-Леон-Алексис Сесброн в сослужении с епископом Сен-Жан-де-Морьена Луи Анри Мари Ферраном и епископом Аосты Матуреном Бланше.
14 сентября 1979 года Римский папа Пий XII издал буллу Dum tantis, которой возвёл апостольский викариат Берберати в ранг епархии и Альфонс-Селестен-Базиль Бо стал её первым епископом.
Участвовал в работе Второго Ватиканского Собора.
2 июня 1981 года подал в отставку. Скончался 19 апреля 1981 года.